# Francis Lai
Francis Lai, född 26 april 1932 i Nice, död 7 november 2018 i Paris, var en fransk kompositör, mest känd för sin filmmusik. 
Efter att ha flyttat till Paris blev han en del av den lokala musikscenen i Montmartre. 1965 träffade han filmmakaren Claude Lelouch som anlitade honom att komponera musiken till filmen En man och en kvinna (1966). Filmen vann flera priser och Lai nominerades till två Golden Globes, för mesta originalmusik och bästa originalsång för titellåten. Detta ledde till fler uppdrag både i Frankrike och utomlands. 
1970 vann han en Oscar och en Golden Globe Award för ledmotivet till filmen Love Story och filmens soundtrack blev en storsäljare och låten Where Do I Begin? blev en hit. Han gjorde även musiken till filmens uppföljare, Oliver's Story (1978). Andra minnesvärda ledmotiv är Bilitis (1977) och Emmanuelle 2 (1975).